# Guineu voladora de les illes Banks
La guineu voladora de les illes Banks (Pteropus fundatus) és una espècie de ratpenat de la família dels pteropòdids. És endèmica de l'arxipèlag de les illes Banks (Vanuatu). El seu hàbitat natural són les planes, on sovint habita boscos tropicals secundaris o pertorbats. Està amenaçada per la caça i el fet que la seva distribució és molt petita. En el futur, podria estar amenaçada per la pèrdua d'hàbitat.